# 州間高速道路15号線
州間高速道路15号線（しゅうかんこうそくどうろ15ごうせん、Interstate 15、略称：I-15）はアメリカ合衆国西部を走る州間高速道路であり、南カリフォルニアから山間地域西部を走っている。メキシコ国境近くのサンディエゴ郡が起点、カナダのアルバータ州が終点で、途中カリフォルニア州、ネバダ州、アリゾナ州、ユタ州、アイダホ州、そしてモンタナ州を通過する。また、サンディエゴ、ラスベガス、ソルトレイクシティ、アイダホフォールズ、グレートフォールズなどの大都市を結んでいる。さらに、オレンジ郡、ロサンゼルス郡などの市街地からも近い。アイダホ州、ユタ州、アリゾナ州の区間は「退役軍人記念ハイウェイ」に指定されている。南端のサンディエゴでは州間高速8号線、アメリカ国道15号線と接続し、北端ではアルバータ・ハイウェイ4号線と接続している。
この道路が建設された目的はインランド・エンパイアとカリフォルニア州サンディエゴの接続、ラスベガスへの観光促進、アリゾナ・ストリップへのアクセス提供、ローガンを除くユタ州内の大都市統計地域への州間アクセス、ポカテッロ、アイダホフォールズ、グレートフォールズへのバイパス路線などである。建設当初から、この道路は北米大陸の重要な商業ルートであった。現在では北米自由貿易協定の結果として、ラスベガスにある州間高速道路515号線とのジャンクションからカナダ国境までの区間が北米回廊に指定されている。また、この道路の建設によってカリフォルニア州、ネバダ州、ユタ州は全米で急成長を遂げる州の仲間入りを果たした。

## 全長
| miles    | km       | 通過州           |
| -------- | -------- | ---------------- |
|          |          |                  |
| 287.26   | 462.30   | カリフォルニア州 |
| 123.77   | 199.19   | ネバダ州         |
| 29.39    | 47.30    | アリゾナ州       |
| 401.07   | 645.46   | ユタ州           |
| 196.00   | 315.43   | アイダホ州       |
| 396.03   | 637.35   | モンタナ州       |
|          |          |                  |
| 1,433.52 | 2,307.03 | 合計             |

## 通過する主な都市

### カリフォルニア州
- サンディエゴ（州間高速道路8号線と接続）
- エスコンディード
- テメキュラ
- マリエータ
- コロナ
- オンタリオ（州間高速道路10号線と接続）
- ランチョクカモンガ
- フォンタナ

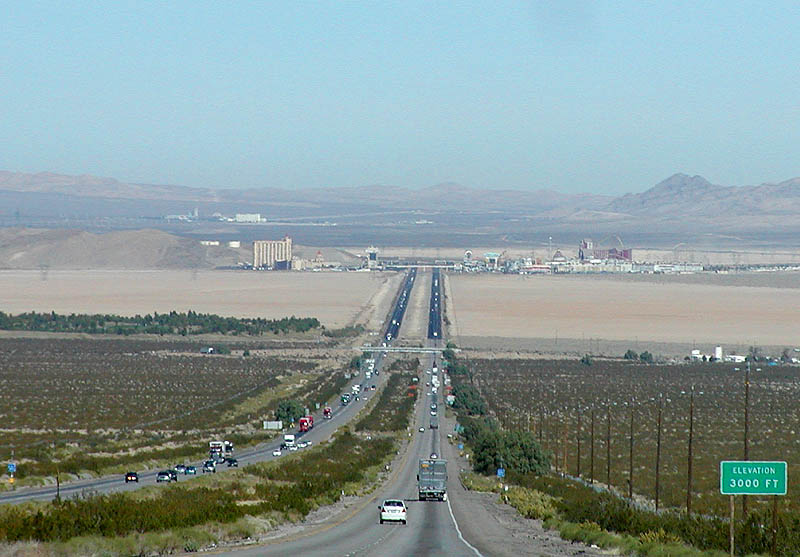
北へ向かう15号線はマウンテン・パスからインバンパー・バレーへの急な下り坂となっている。

- サンバーナーディーノ（州間高速道路215号線（英語版）と接続）
- ヴィクターヴィル
- バーストウ（州間高速道路40号線と接続）

### ネバダ州

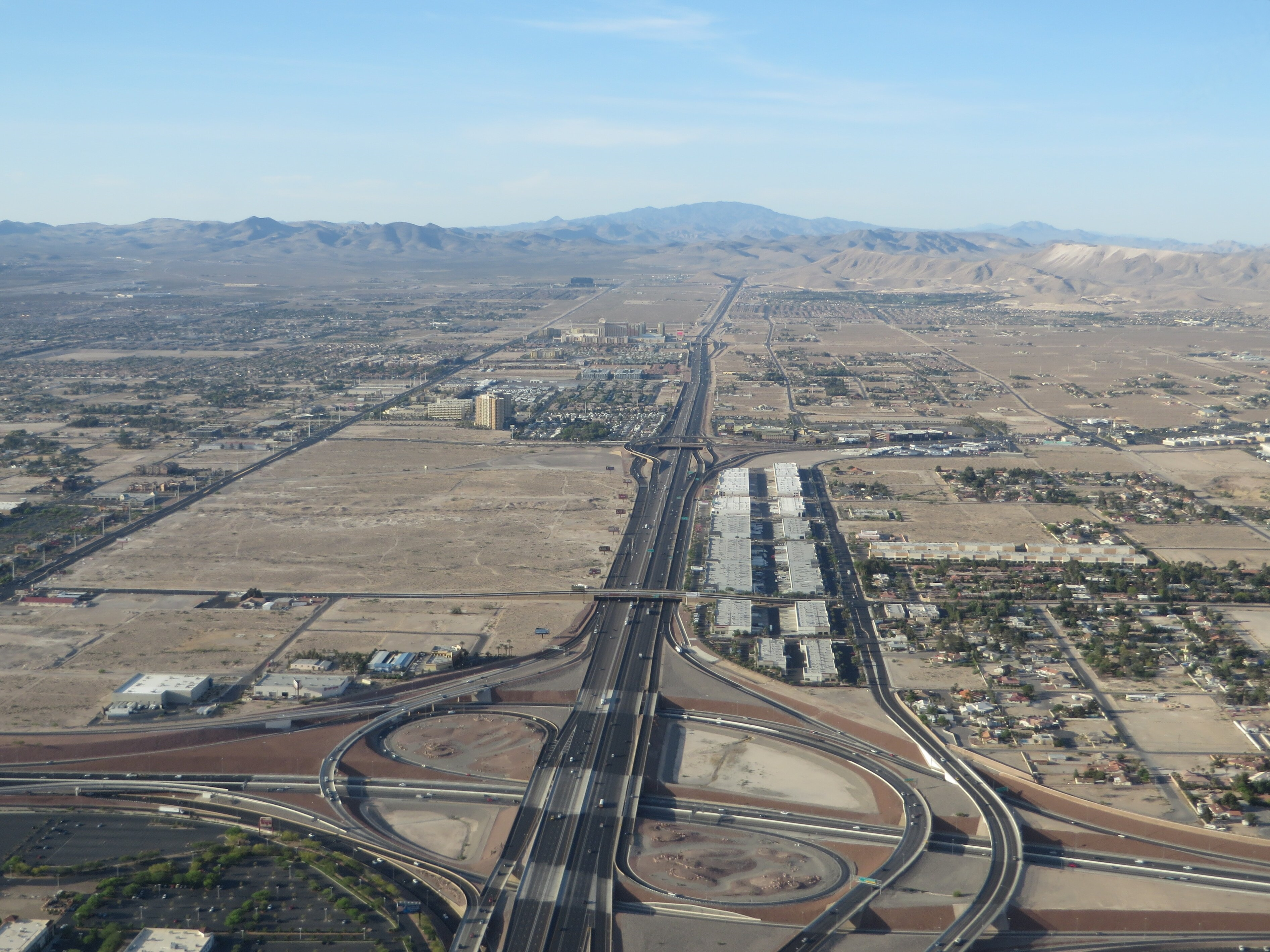
ラスベガス・バレーのサンセット・ロードから南向きに撮影した15号線の空撮写真

- エンタープライズ（州間高速道路215号線（英語版）と接続）
- パラダイス
- ラスベガス（州間高速道路515号線（英語版）と接続）
- ノースラスベガス
- メスキート

### アリゾナ州

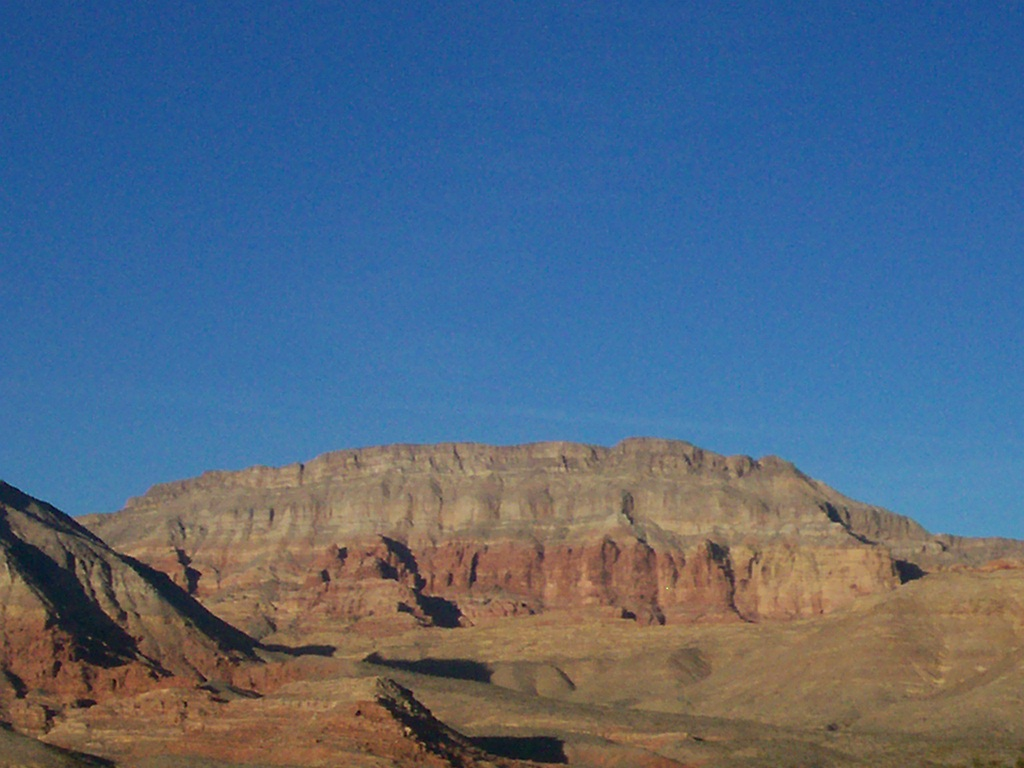
15号線はバージン川峡谷を抜ける。

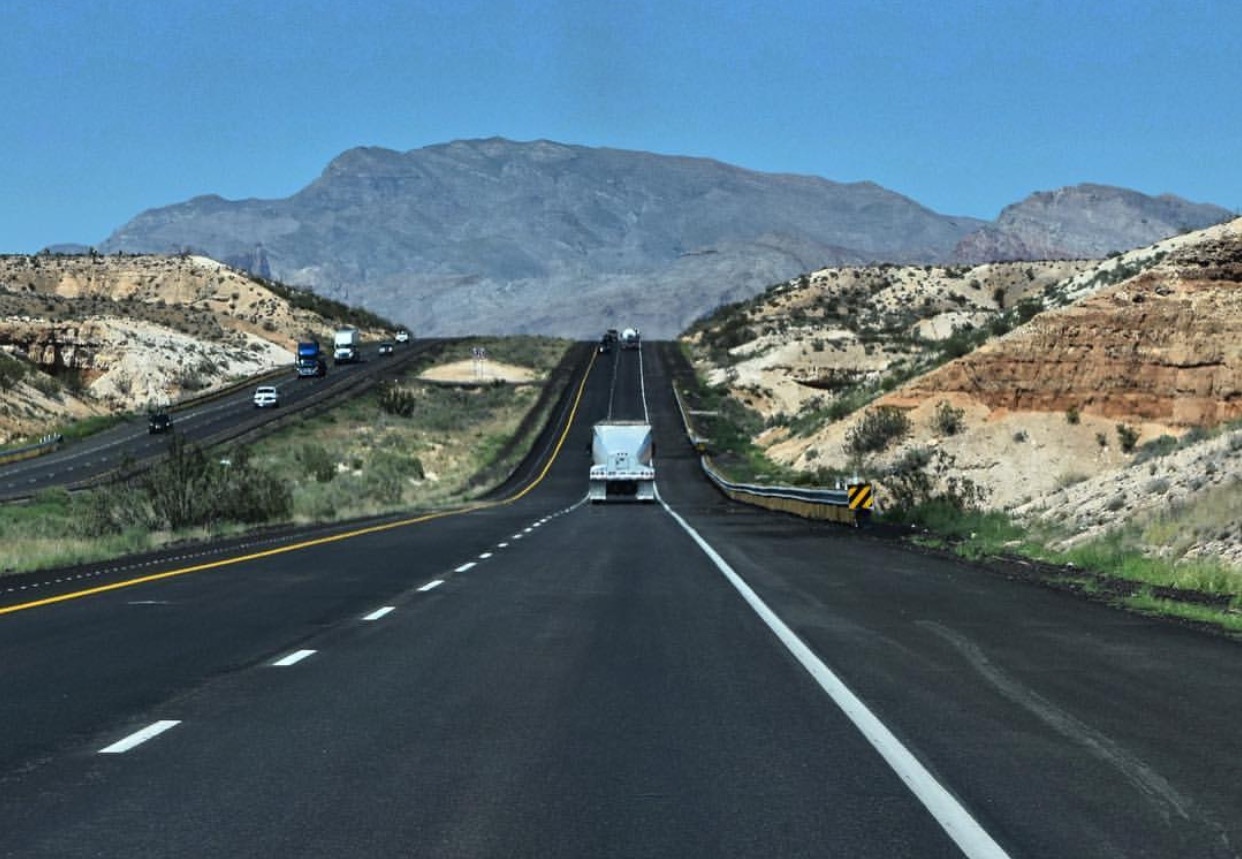
15号線のアリゾナ州区間

- モハーヴェ郡（主要な都市は通過せず）

### ユタ州

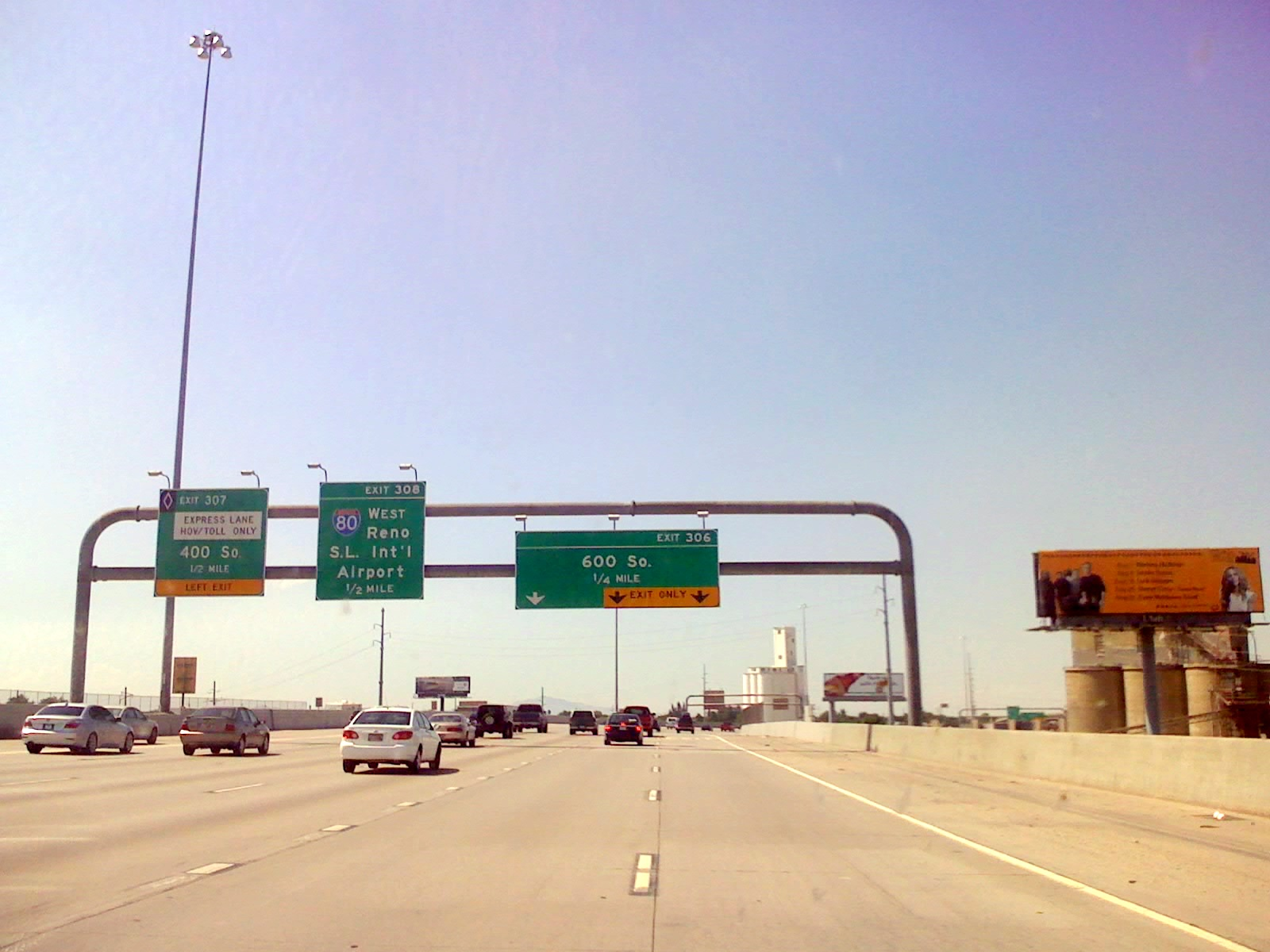
ソルトレイクシティにおける15号線

- セントジョージ
- シーダーシティ
- プロボ
- オレム
- マリ（州間高速道路215号線（英語版）と接続）
- ソルトレイクシティ（州間高速道路80号線と接続）
- オグデン

### アイダホ州

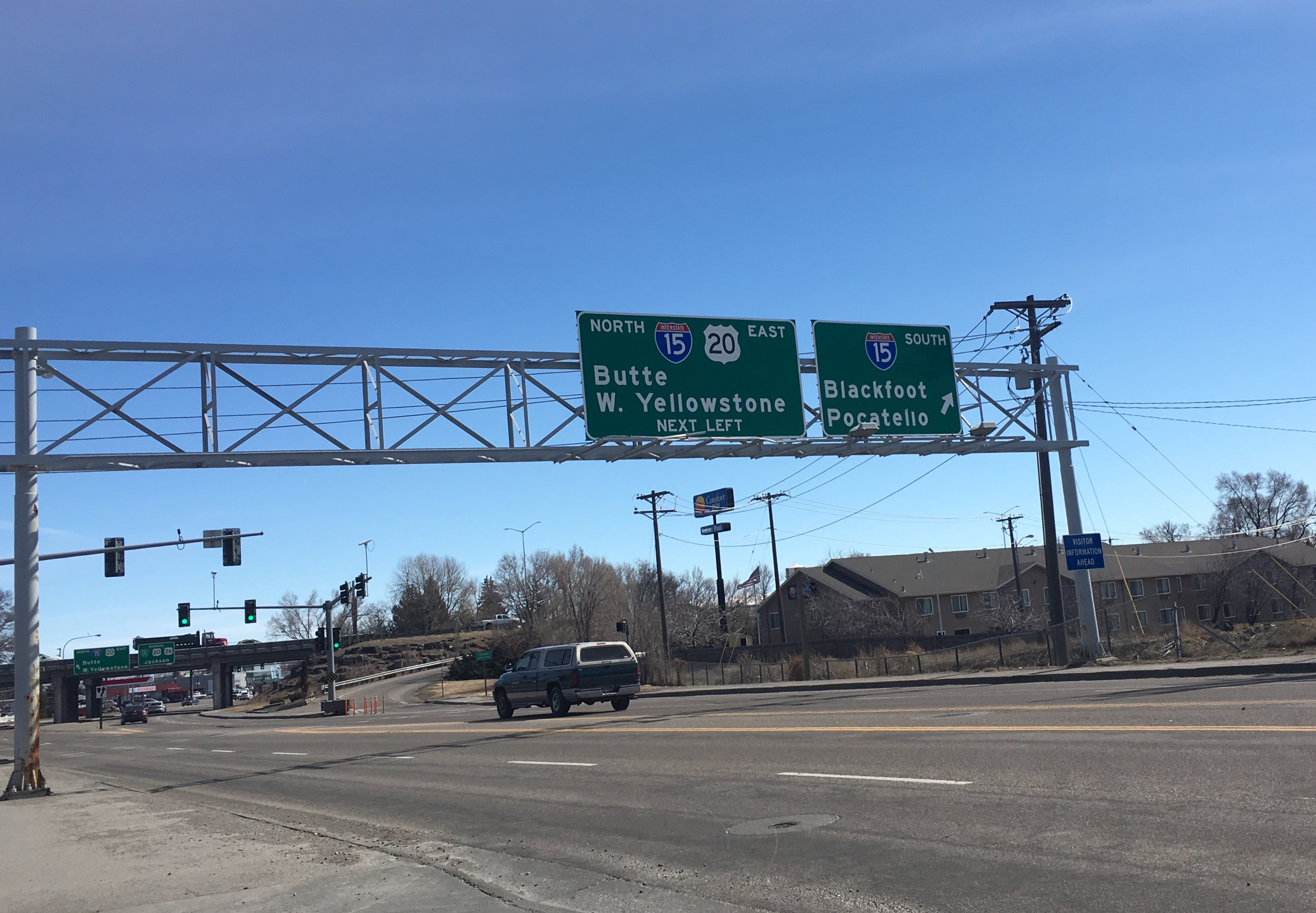
アイダホフォールズにおける15号線と国道20号線とのジャンクション

- ポカテッロ
- ブラックフット
- アイダホフォールズ

### モンタナ州

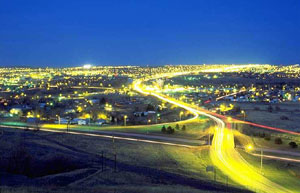
グレートフォールズを通過する15号線

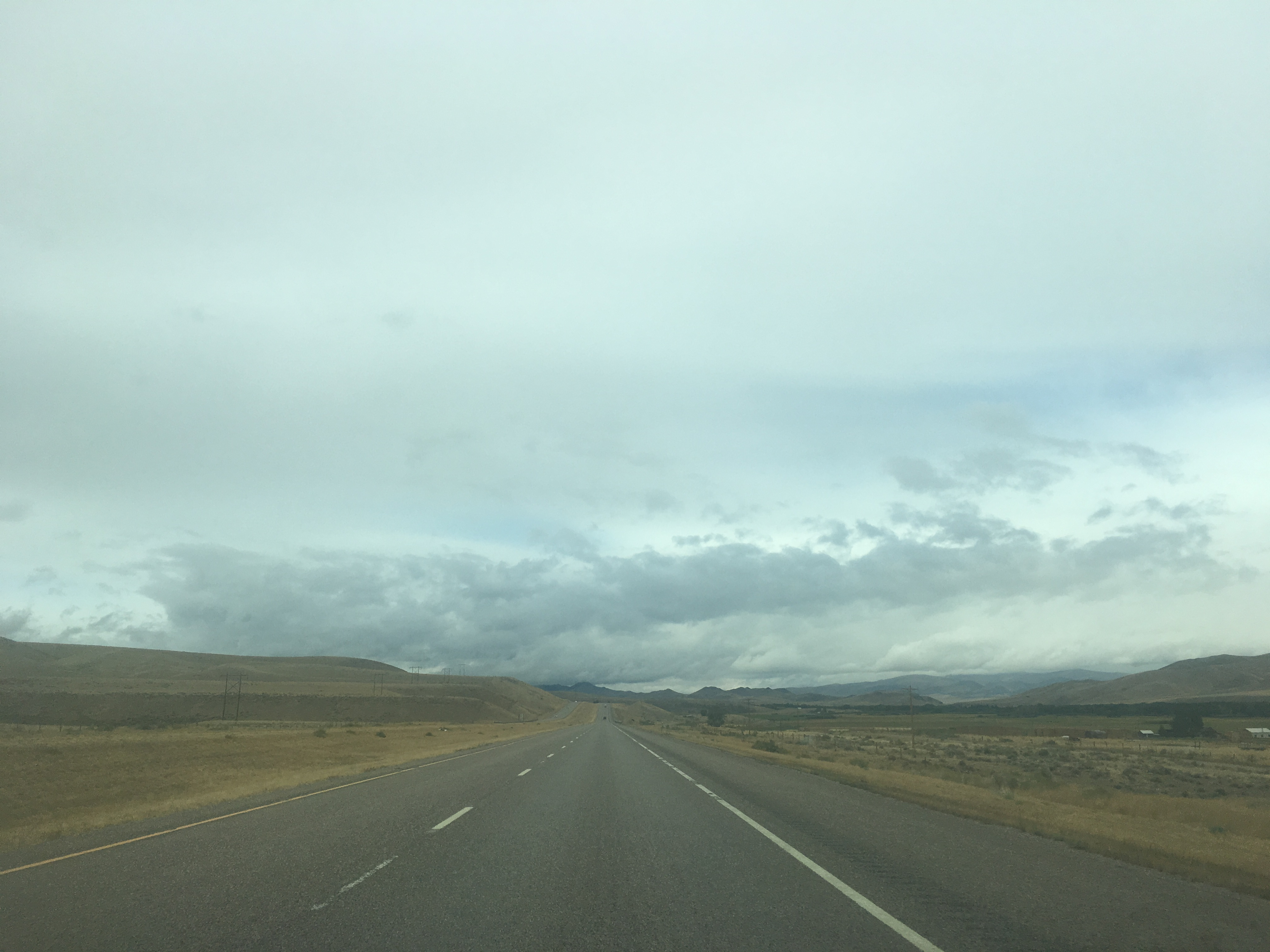
ディロンの20マイル南方で撮影した15号線

- ビュート（州間高速道路90号線と接続）
- ヘレナ
- グレートフォールズ

## 交差する州間高速道路
カリフォルニア州
- 州間高速道路8号線
- 州間高速道路215号線（英語版）（ムリータ）
- 州間高速道路10号線（オンタリオ）
- 州間高速道路215号線（英語版）（サンバーナーディーノ）
- 州間高速道路40号線

ネバダ州
- 州間高速道路215号線（英語版）（エンタープライズ）
- 州間高速道路515号線（英語版）（ラスベガス）

アリゾナ州
- なし

ユタ州
- 州間高速道路70号線（コーブフォート）
- 州間高速道路215号線（英語版）（マリ）
- 州間高速道路80号線（ソルトレイクシティ）
- 州間高速道路215号線（英語版）（ノースソルトレイク）
- 州間高速道路84号線（リバーデール）

アイダホ州
- 州間高速道路86号線（チャバック）

モンタナ州
- 州間高速道路90号線（ビュート）
- 州間高速道路115号線（ビュート）
- 州間高速道路315号線（英語版）（グレートフォールズ）